# Рубин Каира
«Рубин Каира» — кинофильм режиссёра Грэма Клиффорда.

## Сюжет
Джон Фаро — владелец небольшой авиакомпании, занимающейся грузоперевозками по всему миру. В один прекрасный день он гибнет в авиакатастрофе. Его супруга Бесси Фаро узнаёт, что покойный муж был на грани разорения. Разбираясь с делами, Бесси выясняет, что Джонни зарабатывал перевозкой крупных сумм наличности. В офисе компании она находит зашифрованное свидетельство — у Джонни где-то были скрыты тайники с деньгами.
Бесси чувствует за собой слежку, и соглядатаи постоянно опережают её в поисках, но ей удаётся разобраться в головоломках. Для окончательного раскрытия тайны необходимо отправиться в Каир. В дороге Бесси встречается случайный попутчик Фергус Лэмб, летчик, перевозящий грузы с гуманитарной помощью. Фергус решает помочь Бесси…

## В ролях
- Энди Макдауэлл — Бесси Фаро
- Лиам Нисон — Фергус Лэмб
- Вигго Мортенсен — Джон Фаро
- Джек Томпсон — Эд
- Пол Спенсер — Джонни Фаро (ребёнок)
- Джефф Кори — Джо Дик